# 奥間迅
奥間 迅 (おくま じん) は、英国ロンドンを拠点に活動する沖縄県生まれのアクセサリー、インテリア、ファッションデザイナー。普天間出身。A LABEL by JIN OKUMA（エ レーベル バイ ジン オクマ）、略してJIN OKUMAの名でアクセサリーブランドを展開していたことでしられる。「A LABEL by JIN OKUMA」のアクセサリーはその個性的なデザインから多くのファンが存在し、レディーガガ、きゃりーぱみゅぱみゅなど広くアーティスト、モデルへ CANDY を通じて衣装提供されている。
2012年9月、活動の節目としてエキシビションをキタコレビルで開催後、アクセサリーの製作を休止している。